# Poręba Sobakowska
Poręba Sobakowska – przysiółek wsi Sobaków w Polsce, położony w województwie łódzkim, w powiecie piotrkowskim, w gminie Gorzkowice.
W latach 1975–1998 przysiółek administracyjnie należał do województwa piotrkowskiego.